# Warnsebrug

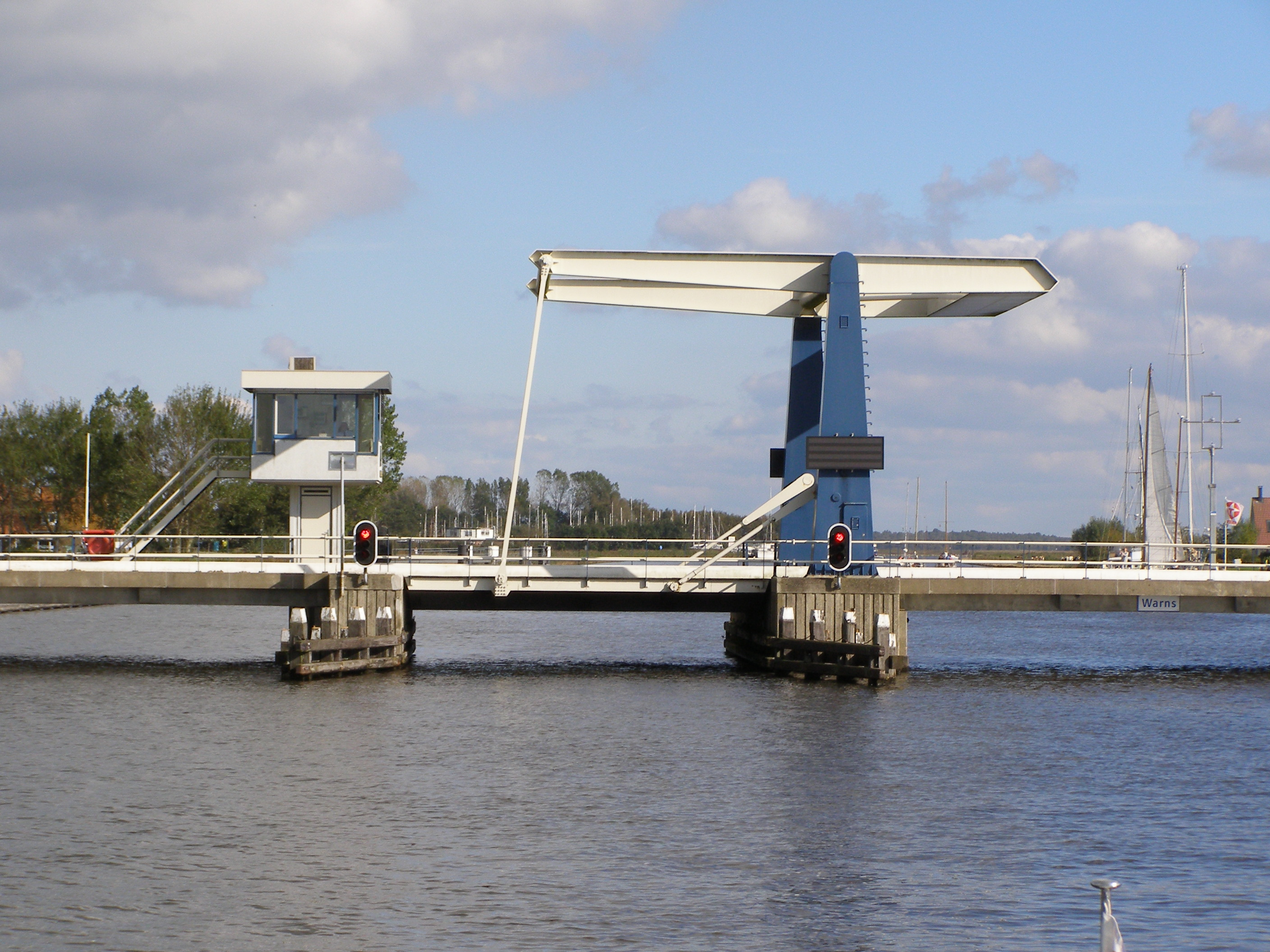
Warnsebrug 2010

De Warnsebrug is een brug nabij dorp Warns, in de Nederlandse provincie Friesland. De brug verbindt de noord- en- zuidoever van het Johan Frisokanaal. Met een doorvaar-breedte van 8.80 meter kunnen ook kleinere vrachtschepen passeren.
De brug is samen met de Galamadammenbrug in het jaar 1965 gebouwd. De beweegbare gedeelten van deze bruggen waren identiek tot de tweeling in Galamadammen in 2007/2008 gesloopt en door het Galamadammen Aquaduct vervangen is.
Sinds medio 2014 wordt de brug op afstand vanaf de Johan Frisosluis bediend.